# Фёзендорф
Фёзендорф (нем. Vösendorf) — торговая община в Австрии, в федеральной земле Нижняя Австрия. Входит в состав округа Мёдлинг.  Население составляет 7329 человек (на 1 января 2020 года). Занимает площадь 10,5 км².

## География
На севере и западе примыкает к Вене. Застройка на западе сливается с венским Лизингом, в центре находится сам поселок, на севере и юге — поля.

## Экономика
На западе коммуны располагается торговый центр «Шоппинг-сити Зюд» (нем. Shopping City Süd; частично также в Винер-Нойдорфе) — крупнейший в Австрии и один из самых больших в Европе. Хотя он и построен за пределами Вены, огромное количество поситетелей именно венцы.

## Достопримечательности
- Приходская церковь Фёзендорфа[нем.] в барочном стиле; нынешнее здание датируется XVII веком с позднейшими добавлениями
- Фёзендорфский дворец[нем.] 1808 года; сейчас в нем располагается, в том числе, администрация коммуны